# Dorothy Bernard
Dorothy Bernard (25 de junio de 1890 – 14 de diciembre de 1955) fue una actriz estadounidense que trabajó durante la era del cine mudo. Apareció en 87 películas entre 1908 y 1956.
Nacida como Nora Dorothy Bernard en Port Elizabeth, Colonia del Cabo, actualmente Sudáfrica, hija de William H Bernard y Roy Elizabeth Ayrd. Su padre, era de Auckland, Nueva Zelanda, y su madre, nació en Sligo, Irlanda. Aunque varias fuentes señalan que Bernand nació el 25 de julio de 1890, tanto su certificado de defunción y su pasaporte de origen estadounidense señalan que Bernand nació el 25 de junio de 1890. Siendo hija única, pasó mayor parte de su crianza en Portland, Oregón donde su padre, William H. Bernard (1864–1915), empezó a trabajar en una sociedad anónima y se convirtió en un actor muy respetado. Como actriz infantil, Bernard empezó a trabajar en varias obras de teatro bajo el nombre de "Dot Bernard" en el Baker Theater Company. Su madrastra, la actriz Nan Ramsey, llegó a aparecer en varias producciones. En 1905, su familia se mudó a Los Ángeles, California, donde su padre aceptó un puesto para administrar el Balasco theater. Bernand se casó con el actor A.H. Van Buren (1879–1965), el 5 de julio de 1909 en Washington D. C., la pareja tuvo una hija, Marjorie "Midge" Van Bure, quién nació el 30 de junio de 1910 en Jamaica, Nueva York.

## Filmografía
- A Woman's Way (1908)
- An Awful Moment (1908)
- The Cord of Life (1909)
- The Girls and Daddy (1909)
- The Woman from Mellon's (1910)
- A Flash of Light (1910)
- Ramona (1910)
- The Two Paths (1911)
- His Trust Fulfilled (1911)
- His Trust (1911)
- For His Son (1912)
- The Root of Evil (1912)
- A Sister's Love (1912)
- A String of Pearls (1912)
- The Girl and Her Trust (1912)

Bernard y su hija Marjorie en la revista The Green Book Magazine, 1916

- The Goddess of Sagebrush Gulch (1912)
- One Is Business, the Other Crime (1912)
- An Outcast Among Outcasts (1912)
- The House of Darkness (1913)
- The Sheriff's Baby (1913)
- Near to Earth (1913)
- A Chance Deception (1913)
- The Little Tease (1913)
- The Song of Hate (1915)
- The Little Gypsy (1915)
- A Soldier's Oath (1915)
- A Man of Sorrow (1916)
- The Bondman (1916)
- The Final Payment (1917)
- The Rainbow (1917)
- The Accomplice (1917)
- Mujercitas (1918)